# بارا جالیا
بارا جالیا (به لاتین: Bara Jalia) یک روستا در بنگلادش است که در استان باریسال و در ناحیه باریسال واقع شده است.